# Ashmead's Kernel (manzana)
Ashmead's Kernel es el nombre de una variedad cultivar de manzano (Malus domestica). 
Procedente de plántula de semilla de origen desconocido. Criado alrededor de 1720 por  el Dr. Ashmead, en Gloucester Inglaterra. Recibió un Certificado de Primera Clase de la Royal Horticultural Society en 1981. Las frutas tienen una pulpa firme y jugosa con un rico sabor aromático.

## Sinónimos
- "Aschmead's Saemling",
- "Aschmead's Seedling",
- "Ashmead's Saemling",
- "Ashmead's Samling",
- "Ashmead's Seedling",
- "Doctor Ashmead's Kernel",
- "Dr Ashmead's Kernel",
- "Samling von Ashmead",
- "Semis d'Aschmead",
- "Semis d'Ashmead",
- "Seyanets Ashmida".

## Historia
'Ashmead's Kernel' es una variedad de manzana, procedente de plántula de semillas plantadas por William Ashmead en algún momento alrededor de 1720 en los jardines de lo que más tarde se convertiría en "Ashmeade House" en Gloucester Inglaterra (Reino Unido). El vivero "Brompton Park Nursery" lo ofreció en sus catálogos durante un tiempo a fines del siglo XVIII, pero nunca recibió pedidos de fuera de la región. Permaneció durante tres siglos en la oscuridad antes de que finalmente fuera reconocido por los amantes de la manzana en todo el mundo. Recibió un Certificado de Primera Clase de la Royal Horticultural Society en 1981.
Durante un tiempo, esta variedad se llamó 'Doctor Ashmead's Kernel'. Se desconoce de dónde obtuvo el honorable "Doctor", ya que el "Doctor Ashmead (e)" documentado que vivía en Gloucester en ese momento no tenía nada que ver con el jardín donde se cultivaba la plántula. El William Ashmead que vivía allí y probablemente fue más decisivo en la plantación de la plántula era un abogado. Ningún médico vivió en "Ashmeade House" ni entonces ni después, pero los abogados, en ese momento, se referían a ellos con el honorable "Doctor".
'Ashmead's Kernel' se cultiva en la National Fruit Collection con el número de accesión: 1970-106 y Accession name: Ashmead's Kernel (EMLA H6501/6B).

## Características

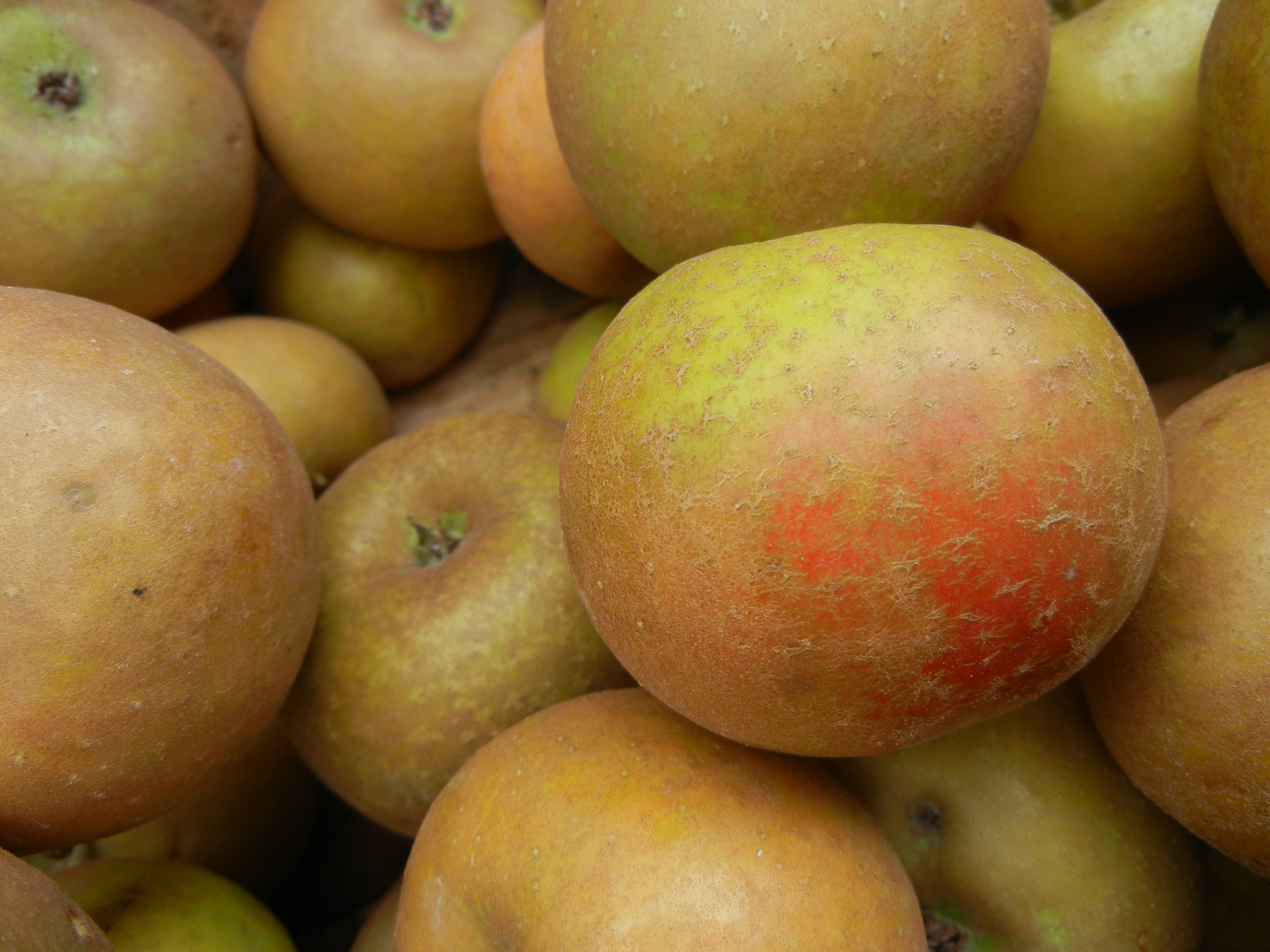
Las manzanas de la variedad 'Ashmead's Kernel'.

'Ashmead's Kernel' árbol de extensión erguida, de un vigor vigoroso. Presenta carga anual pero se debe aclarar. Frutos en espolones cortos, en racimos. Prefiere suelos ligeramente húmedos. Los botones florales pueden aguantar las heladas tardías. Tiene un tiempo de floración que comienza a partir del 9 de mayo con el 10% de floración, para el 14 de mayo tiene una floración completa (80%), y para el 22 de mayo tiene un 90% caída de pétalos.
'Ashmead's Kernel' tiene una talla de fruto pequeño a medio; forma amplia globosa cónica, a menudo con el plano de simetría con un lado torcido, con una altura de 70.00mm, y con una anchura de 65.00mm; con nervaduras débiles a medias; epidermis es opaca, con color de fondo verde amarillento, con un sobre color marrón, importancia del sobre color medio, y patrón del sobre color rayado / sólido a ras presentando rubor  marrón dorado, con algunas rayas de "russeting" canela rojizas y ocasionalmente parduscas, "russeting" (pardeamiento áspero superficial que presentan algunas variedades) alto a muy alto; ojo de tamaño grande y abierto, asentado en una cuenca calicina de profundidad media, estrecha y arrugada; pedúnculo tiene una longitud de corto a medio y un grosor medio, y se encuentra en una cavidad profunda y estrecha; carne es de color amarillento cremoso, es crujiente y firme, jugosa con un buen equilibrio entre dulzor y acidez. Sabor a aromas de pera, en su mejor momento cuando la piel está un poco arrugada. La carne al corte se oscurece rápidamente después de estar expuesto al aire. La acidez tiende a suavizarse durante el almacenamiento.
Su tiempo de recogida de cosecha se inicia a principios de octubre. Se conserva hasta por cuatro meses después de la cosecha, y mejora sus cualidades de sabor después de al menos un mes de cosechada.

## Progenie
'Ashmead's Kernel' es el origen de Desportes variedades cultivares de manzana:
- "Improved Ashmead's Kernel" es más grande, más rojo, y con más "russeting".

## Usos
Una buena manzana de uso de postre fresca en mesa con sabor agridulce y refrescante, que sirve para elaborara excelentes jugos, que también hace una muy buena salsa de manzana en cocina, y proporciona acidez y azúcares para las mezclas de sidra.

## Ploidismo
En 2008, las pruebas de contenido de ADN nuclear llevadas a cabo en el Servicio de Citometría Vegetal en los Países Bajos confirmaron las sospechas mantenidas durante un tiempo de que esta variedad es triploide, y no proporciona polen viable para sí misma ni para otros manzanos.
Triploide, auto estéril. Grupo de polinización: D, Día 14.

## Susceptibilidades
- Algo resistente a la Sarna del manzano, y al fuego bacteriano.
- Resistente al mildiu y roya del manzano y del enebro.[6]